# David Laxton
Pour les articles homonymes, voir Laxton.
David Laxton est un homme politique (yukonnais) canadien.
Il est élu député qui représente de la circonscription de Porter Creek Centre à l'Assemblée législative du Yukon lors de l'élection yukonnaise du 11 octobre 2011 et il est membre du caucus du Parti du Yukon.
Lors de l'élection yukonnaise du 10 octobre 2006, il fait campagne en vue d'obtenir un siège à l'Assemblée législative sous la barrière du Parti libéral du Yukon. Il termine en deuxième place contre Archie Lang dans une course à trois dans la même circonscription électorale.
Le lundi 5 décembre 2011, il succède à Ted Staffen au poste du Président de l'Assemblée législative du Yukon. Mais le mardi 10 mai 2016, il démissionne comme président et il quitte son parti en raison d'une allégation de harcèlement sexuel, et siège comme indépendant jusqu'en 2016.